# アイーダ・トランペット

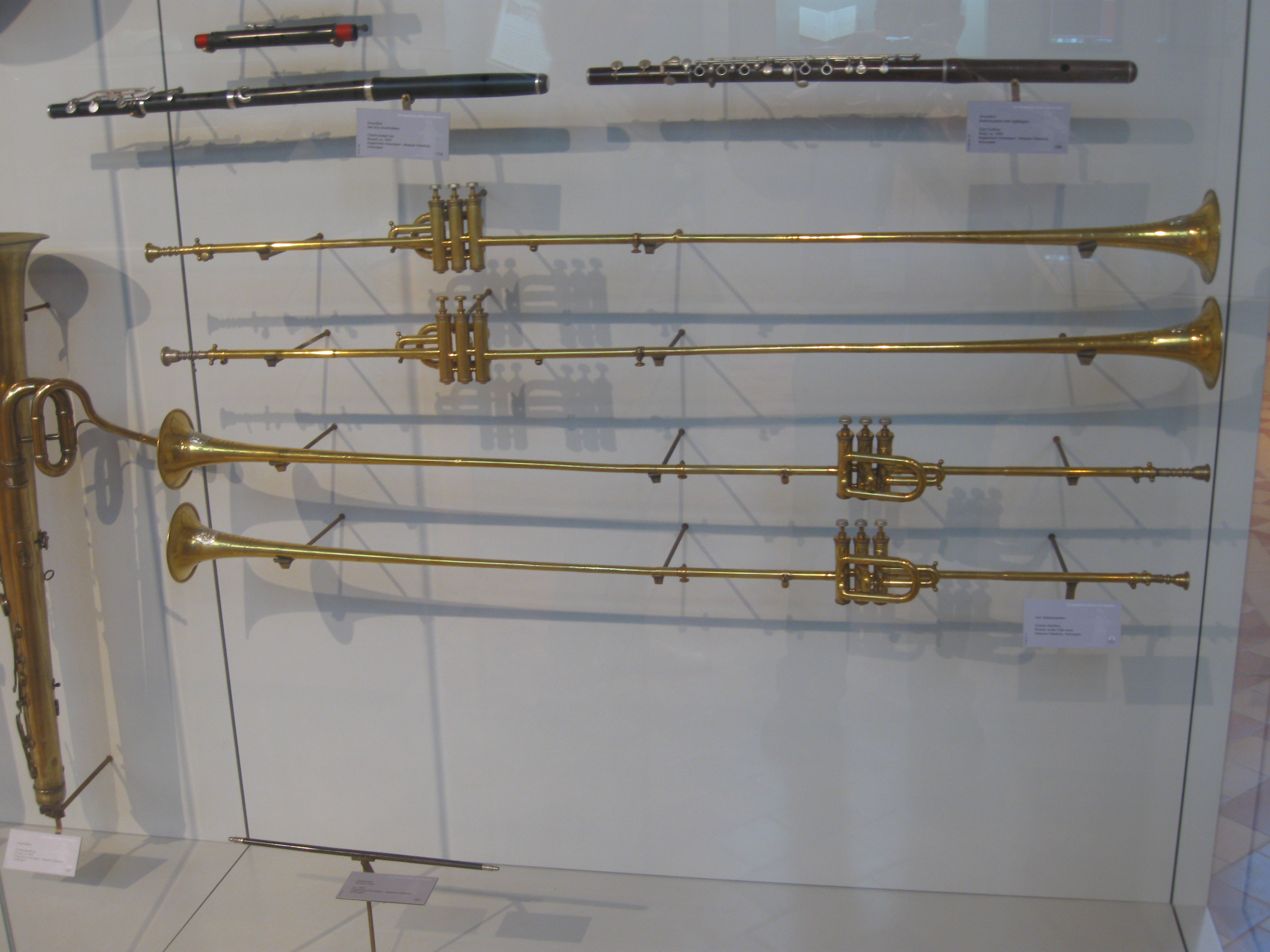
アイーダ・トランペット

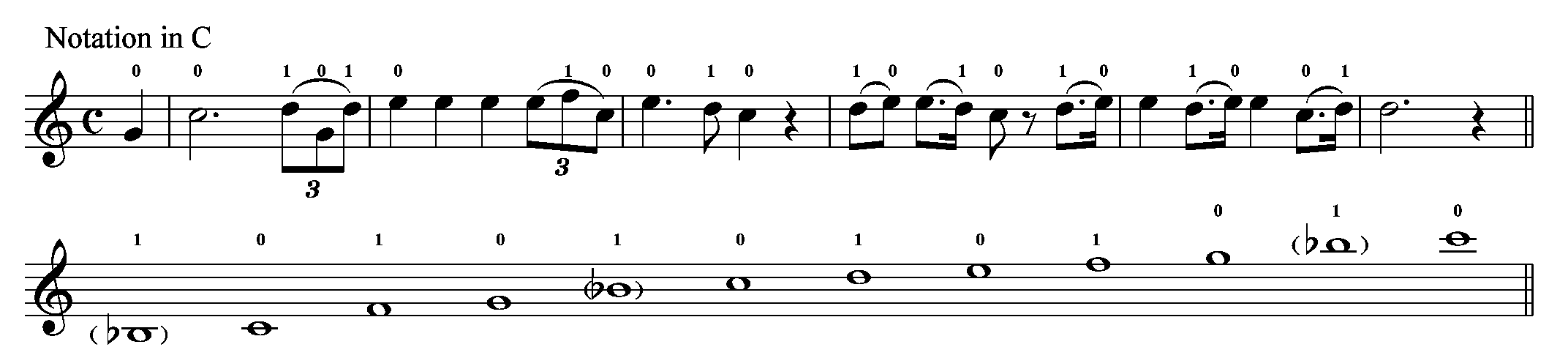
『アイーダ』「凱旋行進曲」の旋律

アイーダ・トランペット（Aida trumpet）は、ジュゼッペ・ヴェルディ作曲のオペラ『アイーダ』のなかで「凱旋行進曲」を吹くためのファンファーレ・トランペットのことである。

## 解説
ピストンバルブが1本又は3本ついたまっすぐな形である。調はH管とA♭管の2種類が同時に使われる。
普通のトランペットは扱いやすく演奏しやすいように管を曲げてコンパクトにしているが、 このトランペットは主管がまっすぐである。